# Rrethinat
Rrethinat es un antiguo municipio albanés del condado de Shkodër. Se encuentra situado en el norte del país y desde 2015 está constituido como una unidad administrativa del municipio de Shkodër. En 2011, el territorio de la actual unidad administrativa tenía 21 199 habitantes.
La unidad administrativa incluye los pueblos de Dobraç, Grudë e Re, Shtoj i Ri, Guci e Re, Shtoj i Vjetër, Zues, Golem, Hot i Ri y Bardhaj.
Comprende un conjunto de áreas periféricas de la ciudad de Shkodër, en el norte y suroeste de la ciudad. La unidad administrativa incluye tanto zonas rurales como áreas que se han unido al casco urbano de Shkodër.
En la zona se ha hablado históricamente el idioma serbocroata, quedando actualmente minorías de musulmanes de origen montenegrino que siguen manteniendo aquí el idioma. A principios de siglo XXI, un estudio de los lingüistas Klaus Steinke y Xhelal Ylli señaló que entre las poblaciones estables de esta minoría había 17 familias en Shtoj i Ri y 30 familias en Shtoj i Vjetër.